# 共享集團
互益集團有限公司，簡稱互益集團（英語：Addchance Holdings Limited，港交所：3344），在1981年，由宋忠官博士創立，專營紡織及針織業。名為「互益有限公司」，現時主席為宋劍華，但在2015年7月9日退任，改由弟弟宋劍平為主席。
股份自2005年10月5日，在香港交易所主板上市。主要工廠地區包括香港、中國，以及柬埔寨。中國地區包括廣東羅定、廣西梧州、廣西岑溪、江蘇省張家港、安徽省安慶市，以及新疆博樂。
總部位於香港新界葵涌藍田街15-19號宋氏大廈。

## 連結
- AddChance.com.hk（页面存档备份，存于）